# Minority Report
Minority Report là một bộ phim cyberpunk hành động mang yếu tố bí ẩn - rùng rợn do Steven Spielberg đạo diễn và ít dựa trên cuốn truyện ngắn cùng tên của Philip K. Dick.

## Nội Dung
Vào tháng 4 năm 2054, chính phủ liên bang đang có kế hoạch triển khai chương trình cảnh sát "Precrime" nguyên mẫu của Washington, D.C.  Khi ba người có khả năng thấu thị ("Precogs") hình dung ra một vụ giết người sắp xảy ra, các cảnh sát phân tích dữ liệu để xác định vị trí của tội phạm và bắt giữ hung thủ trước khi tội ác xảy ra.  Precogs nằm trong một hồ nước cạn, dưới các loại thuốc gây ngủ làm mất tác dụng kích thích bên ngoài của chúng.  Suy nghĩ của họ được chiếu trên màn hình và được lưu trữ trong cơ sở dữ liệu.  Những kẻ sát nhân sẽ bị giam cầm trong một trạng thái thực tế ảo nhân từ.  Mặc dù Precrime đã loại bỏ gần như tất cả các vụ giết người được tính trước trong suốt sáu năm tồn tại, nhưng "tội ác do đam mê" tự phát vẫn còn là vấn đề nan giải, khiến cảnh sát có thời gian giới hạn để truy bắt kẻ giết người.
Trong khi đặc vụ của Bộ Tư pháp Hoa Kỳ Danny Witwer kiểm tra hoạt động của Precrime, Precogs dự đoán rằng trong 36 giờ, sĩ quan chỉ huy của chương trình, John Anderton, sẽ giết Leo Crow, một người mà Anderton chưa từng gặp.  Anderton tham gia chương trình Precrime sáu năm trước đó sau khi đứa con trai nhỏ của ông, Sean, bị bắt cóc và không bao giờ được tìm thấy.  Anh ấy bị trầm cảm, thu mình và nghiện neuroin, một loại thuốc gây nghiện hư cấu.  Vợ anh, Lara, đã rời bỏ anh.  Anderton chạy trốn khỏi cơ sở, gây ra một cuộc truy lùng do Witwer cầm đầu.  Anderton theo dõi người sáng lập Precrime, Tiến sĩ Iris Hineman, tại quê nhà của cô ấy và biết rằng một Precog thỉnh thoảng nhìn thấy một tầm nhìn tương lai khác với hai người kia, một "báo cáo thiểu số" về một dòng thời gian có thể thay thế.  Những khác biệt này được xem xét và loại bỏ khỏi hồ sơ chính thức vì thỏa thuận nhận biết trước của nhóm là nền tảng của các quy định về Trước tội phạm.  Tuy nhiên, một bản sao lưu được giữ lại trong tâm trí của Precog, người đã tạo ra nó.  Anderton cũng phát hiện ra rằng những người sử dụng và nghiện neuroin sớm có khuynh hướng sinh con bị thiểu năng trí tuệ, nhiều người trong số đó có khả năng nhận thức trước.  Trong cuộc kiểm tra về khả năng nhận thức của những đứa trẻ, hầu hết đều đã qua đời ngoại trừ ba đứa trẻ bị chuyển sang Precrime.  Anderton quay trở lại Precrime và bắt cóc Agatha, được Hineman mô tả là Precog có khả năng thấu thị tốt nhất, đóng băng tâm trí nhóm mà Precrime phụ thuộc vào.  Anderton và Agatha lần theo dấu vết của Crow đến một phòng khách sạn và tìm thấy rất nhiều bức ảnh của trẻ em, bao gồm cả Sean;  Anderton cáo buộc Crow giết Sean, nhưng Crow khẳng định anh ta được thuê để trồng những bức ảnh.  Anh ta muốn Anderton giết anh ta để gia đình anh ta sẽ được trả một số tiền lớn sau khi anh ta chết.  Khi Anderton từ chối, Crow tự sát theo cách tương tự như trong hồ sơ Precog.
Anderton không tìm thấy một báo cáo thiểu số trong tâm trí của Agatha, nhưng lại khám phá ra viễn cảnh về một vụ giết người trong quá khứ từ năm năm trước;  nạn nhân là mẹ của Agatha, Anne Lively, người đã bán con gái mình cho Precrime khi nghiện neuroin.  Sau khi phá bỏ cơn nghiện, cô cố gắng đòi lại đứa trẻ nhưng bị một nhân vật trùm đầu dìm chết.  Trong khi điều tra về cái chết của Crow, Witwer biết được rằng có hai nỗ lực nhằm vào cuộc sống của Lively;  cái đầu tiên bị chặn lại bởi Precrime, nhưng cái thứ hai đã thành công vài phút sau đó.  Witwer báo cáo những phát hiện của mình cho Giám đốc Precrime Lamar Burgess, người đã giết anh ta mà không bị phát hiện vì hệ thống Precog ngoại tuyến.
Anderton cuối cùng bị bắt và bỏ tù vì giết Crow và Witwer, và Agatha được kết nối lại với hệ thống.  Burgess vô tình tiết lộ mình là kẻ giết Lively trong khi nói chuyện với Lara, người sử dụng thông tin này để buộc Anderton được thả ra khỏi nhà tù.  Anderton đóng cảnh về cái chết của Lively trong một bữa tiệc để vinh danh Burgess.  Biết rằng Precrime không thể hoạt động nếu không có Agatha, Burgess đã tự tay giết chết Lively theo cách tương tự như lần thất bại trong cuộc sống của cô, và các kỹ thuật viên coi vụ giết người thực sự là một "tiếng vọng" và loại bỏ nó như những điềm báo tiếng vọng khác.
Sau khi Agatha được đưa trở lại hệ thống, một báo cáo Precrime mới được tạo ra, cho thấy Burgess sẽ giết Anderton.  Burgess nói với Anderton rằng anh ta được sắp đặt vì anh ta gần phát hiện ra vụ giết người của Anne Lively.  Anderton chỉ ra tình huống tiến thoái lưỡng nan mà Burgess hiện phải đối mặt: giết anh ta và xác thực Precrime với cái giá phải trả là sự tự do của chính anh ta, hoặc trả tự do cho anh ta và chứng kiến chương trình bị mất uy tín và đóng cửa.  Anderton chỉ ra rằng Burgess có thể thay đổi tương lai của chính mình vì bây giờ anh ấy đã biết điều đó.  Burgess tự sát.
Tiền tội bị bỏ rơi và tất cả các tù nhân đều được ân xá và phóng thích, mặc dù nhiều người vẫn bị cảnh sát giám sát chặt chẽ, trong khi Precogs được chuyển đến một 'địa điểm không được tiết lộ' để sống trong hòa bình.  Anderton và Lara hòa giải, với việc Lara mang thai một đứa trẻ khác.